# 西雅圖海灣者足球會
西雅圖海灣者足球會（英語：Seattle Sounders FC）是美國職業足球大聯盟球隊。位於華盛頓州西雅圖。该俱乐部成立于2007年11月，在当年是第十五支参加大联盟的扩充球队。俱乐部的命名是经由球迷在2008年的一起网络公开投票选择出。
俱乐部的最大持股人是阿德里安·哈納爾，其余股东还有喬·羅斯、保罗·艾伦以及德魯·凱利；球队的主场是流明球場（Lumen Field），有自己的球迷组织（Sound Wave）为主场比赛呐喊助威。同时，西雅图海湾者还会与波特兰木材和温哥华白浪这两支球队打一场卡斯卡迪亚杯。

## 歷史

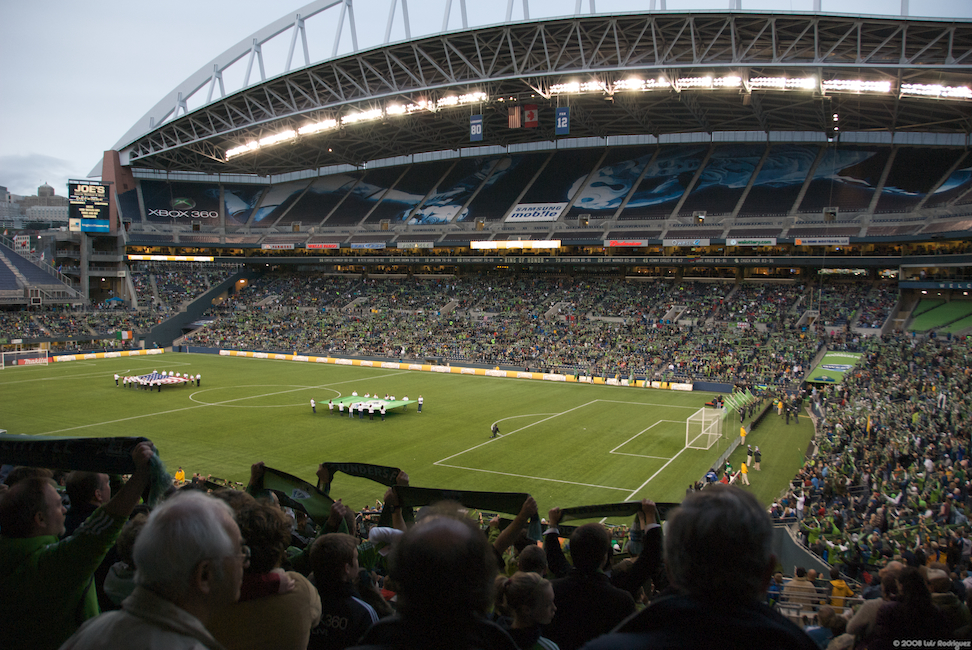
球隊主球場流明球場。

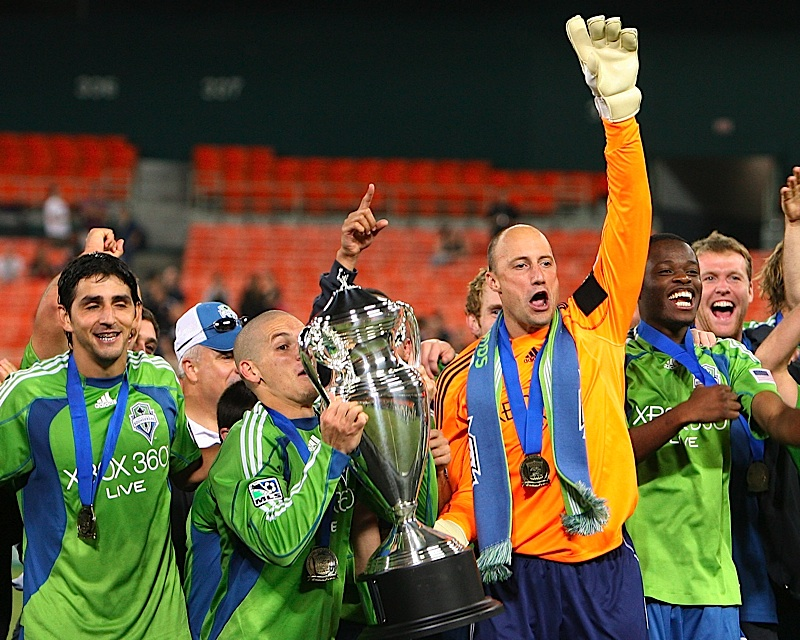
2009年，首次贏得美國公開盃並在賽後慶祝。

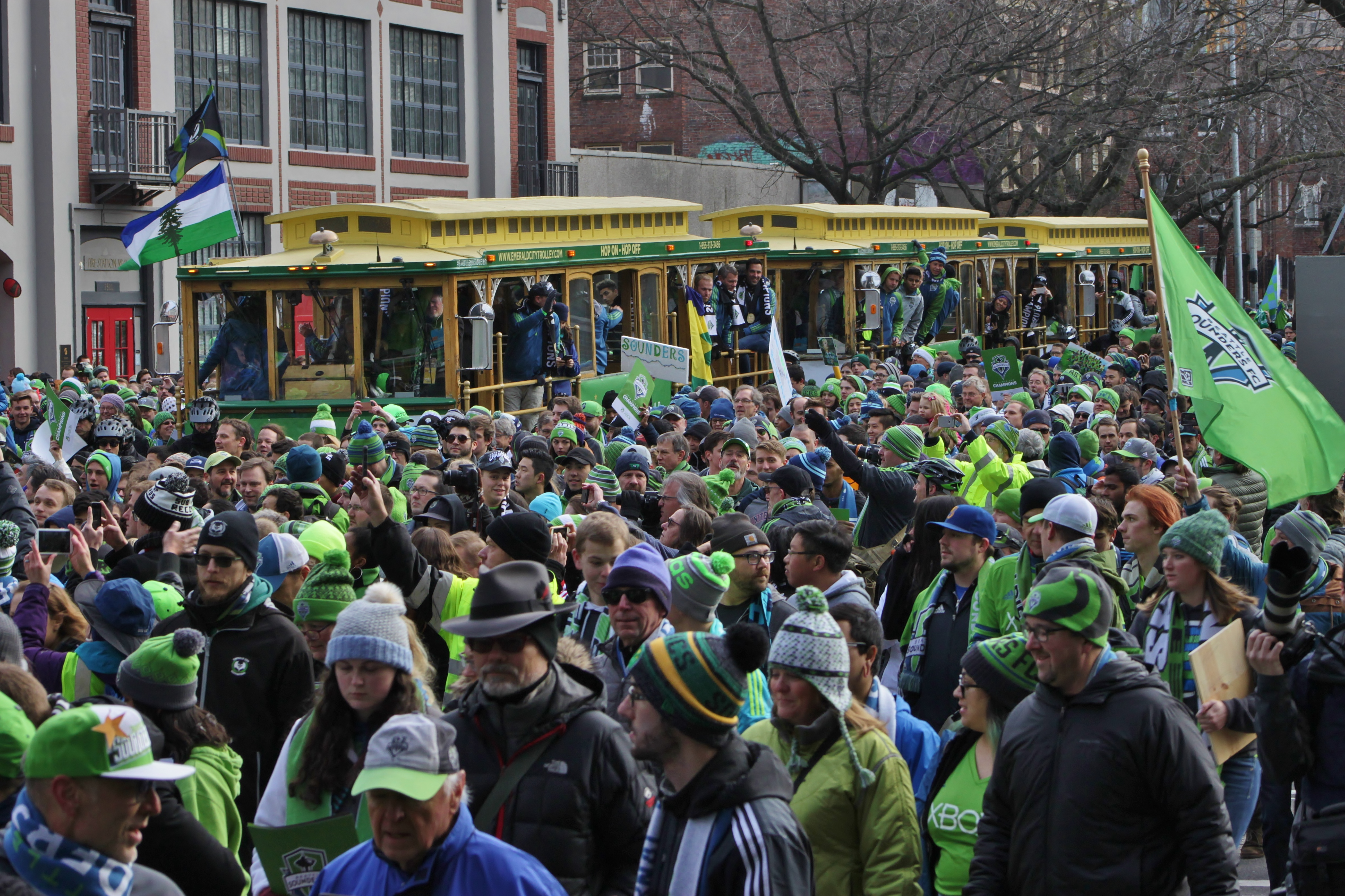
2016年，首次在季後賽贏下美國職業足球大聯盟盃，於季後封王遊行。

### 舊北美聯賽時期（NASL，1974年-1983年）
1973年12月11日在西雅圖；由沃爾特·達加特等相關投資者獲得加盟北美聯賽，初期組隊時以大概500,000美元的預算，尋找現有的美國和英國球隊組建教練組和陣容。並找來約翰·貝斯特擔任教練，球員部分包括前英超愛華頓球星吉米·加布里埃爾、1969年北美聯賽MVP佩佩·費爾南德斯、後衛戴夫·吉列特及門將巴里·沃特林等其他球員。
1974年1月22日，球隊被命名為西雅圖海灣人隊，並宣布他們將在5月5日進行他們的第一場主場比賽。當時，足球在很大程度上，只有極少數人能理解；但戰後來自斯堪的納維亞和英國的移民帶來了對足球的認識，並於1966年開始了青年足球聯賽。任何人都在猜測職業足球是否能在西雅圖發揮作用。
答案出現在俱樂部的首場比賽中，當時海灣人隊在紀念體育場（Memorial Stadium）迎戰丹佛迪納摩，其13000人的容量對於一項在其他美國城市從未超過3000至5000人的足球運動來說被認為是足夠的。最後有超過12000人來觀看了首場比賽，比賽的開始也因為這樣而被推遲，出乎意料的大量觀眾進入看台。長期關注西雅圖的體育專欄作家羅亞·布魯厄姆也大張旗鼓地介紹了球隊，儘管當他選擇演唱“帶我出去參加球賽”（Take Me Out to the Ballgame）時遭到了噓聲，但西雅圖似乎已經準備好迎接一項不同的夏季運動。
海灣人隊以4-1贏得了主場揭幕戰。到了初夏，海灣人隊在與衛冕冠軍費城原子的比賽中首次門票售罄，震驚了美國體育界。海灣人隊也在球場上也證明了自己的成功，取得了10勝7和3負的戰績，而巴里·沃特林則獲得了年度最佳守門員榮譽。36000張門票被印製，以期待在赫斯基體育場（Husky Stadium）舉行的主場季后賽。但他們在那年競爭激烈的西部聯盟中排名第三，而無緣季後賽。
1975年，海灣人隊補強了來自英超熱刺的邁克·英格蘭，海灣人隊和其他西方球隊的成功導致其他球隊也提升了他們的陣容，包括紐約宇宙簽下巴西傳奇球星球王比利。紀念體育場（Memorial Stadium）多次擴建，最終達到17,925人，而且每場比賽都售罄；令人驚訝的是，這個戶外設施從未下過雨。在球場上，海灣人隊是聯盟中最好的球隊之一，他們取得了15勝7負的戰績，並首次在波特蘭參加季後賽。他們在八強賽中以1-2失利，但也因此形成了波特蘭伐木者之間的德比戰。
海灣人隊的成功經營也幫助沃爾特·達加特與其合作投資者獲得了NFL西雅圖海鷹的經營權，兩支球隊也在1976年開始在國王巨蛋出賽，1976年海灣人隊第一場在國王巨蛋出賽迎戰紐約宇宙，當天有58,128名球迷入場，最終球王比利單場梅開二度，以3-1帶領紐約宇宙擊敗海灣人隊，除此之外，當年海灣人隊也簽下了前英格蘭國腳哥富·靴斯及門將托尼·丘爾斯基，23,826名的平均球迷人數也是北美聯賽（NASL）最多的球隊，季後賽的首場主場賽事以2-1擊敗溫哥華白浪，但在四強賽中以0-3不敵明尼蘇達奇克斯，因而無緣在自家主場國王巨蛋所舉行的1976年足球盃決賽。
1977年，吉米·加布里埃爾從約翰·貝斯特手中接過教練，起初戰績不如預期，但之後回穩，以14勝12負作收，同時這一年也出產第一位美國本土球星、也是當地西雅圖人的吉米·麥卡利斯特（1977北美聯賽年度最佳新人），在西區決賽中擊敗了洛杉磯阿茲特克人，並打進1977年足球盃決賽，對上球王比利領軍的紐約宇宙，而這也是比利生涯最後一場比賽，最後海灣人隊以1-2不敵紐約宇宙，屈居亞軍，而紐約宇宙的巴西球王比利也收下最後一座球員時期的冠軍；1982年海灣人隊首次拿下分區冠軍，並再次打進1982年足球盃決賽，對手同樣是紐約宇宙，但仍以0-1不敵對手，再次亞軍作收，最後北美足球聯賽在1984賽季之後終止運作，海灣人隊也被迫解散。
北美聯賽時期，海灣人隊打進兩次足球盃決賽，但均以亞軍作收，另外在1982年拿下分區冠軍。

### APSL、A-League、USL-1時期（1994年、1995年-2004年、2005年-2008年）
1994年，海灣人隊再次成立，APSL時期拿下聯盟冠軍，A-League時期則在1995及1996年拿下季後賽冠軍、2002年則同時拿下分區及聯盟冠軍，USL-1時期部分先在2005年拿下季後賽冠軍，2007年同時囊括聯盟及季後賽冠軍
1998年，海灣人隊也與德甲的俱樂部不来梅建立了合作關係。
2006年，在海灣人隊股東阿德里安·哈納爾牽線下，再與來自英甲的劍橋聯建立了合作關係。

### 美國職業足球大聯盟時期（2009年-現今）
2007年，阿德里安·哈納爾與好萊塢製片人喬·羅斯合作，以3000萬美元的價格再次競標美國職業足球大聯盟在西雅圖的擴張。而保羅·艾倫的First and Goal公司所經營的奎斯特球場（現為流明球場），也在同年加入所有權集團，使此次出價成為西雅圖迄今為止最有希望的出價。在2007年11月的第一周，有傳言稱MLS將在下周宣布向西雅圖擴張，並且所有權集團已經聘請了第四名成員為電視名人德魯·凱利。在2007年11月13日的新聞發布會上，宣布西雅圖為擴張球隊。該公告也標誌著自1983年北美足球聯盟（NASL）球隊解散以來，頂級足球聯盟首次重返西雅圖。意味著USL甲級聯賽的西雅圖海灣人隊將參加其最後一個賽季新的MLS經營權成立的前一年。
2009年9月2日，西雅圖海灣者隊成為聯盟史上第二支在第一個賽季贏得美國公開盃的MLS擴張球隊（芝加哥火焰是第一支球隊）。他們在羅伯特·F·甘迺迪紀念體育場的客場以2-1擊敗了華盛頓聯隊，首次獲得了參加中北美洲及加勒比海冠軍盃預賽的資格，隨後的2010年及2011年接連贏下美國公開盃，達成美國公開盃三連霸的成就，之後分別也在2014年首次贏下美國職業足球大聯盟支持者盾杯、2016年及2019年在季後賽中也兩度贏得美國職業足球大聯盟盃。
2022年，西雅圖海灣者隊在中北美洲及加勒比海冠軍盃賽事中打進決賽，並在兩回合的賽事中以5-2的總比數擊敗來自墨西哥足球超級聯賽的普馬斯，拿下隊史第一座的國際俱樂部的冠軍獎盃，也是繼華盛頓聯隊及洛杉磯銀河後，美國第三支的冠軍球隊，同時也是美國第一支獲得國際足總俱樂部世界盃參賽資格的俱樂部球隊。（在中北美洲及加勒比海冠軍盃奪冠的球會，2005年開始才有國際足總俱樂部世界盃的參賽資格，故1998年奪冠的華盛頓聯隊及2000年奪冠的洛杉磯銀河無參賽紀錄）

## 俱樂部榮譽（美國職業足球大聯盟時期）
本土
- 美國公開盃
  - 冠軍：2009年, 2010年, 2011年, 2014年
  - 亞軍：2012年

- 美國職業足球大聯盟盃
  - 冠軍：2016年, 2019年
  - 亞軍：2017年, 2020年

- 美國職業足球大聯盟支持者盾杯
  - 冠軍：2014年
  - 亞軍：2011年
  - 季軍：2021年

國際
- 中北美洲及加勒比海冠軍盃
  - 冠軍：2022年

- 聯賽杯（英语：Leagues Cup）
  - 亞軍：2021年

其他
- 美國職業足球大聯盟公平競爭獎：2017年
- 中北美洲及加勒比海冠軍聯賽公平競爭獎：2022年

## 歷年戰績（美國職業足球大聯盟時期）
| 球季 | 聯盟 | 聯盟 | 聯盟 | 聯盟 | 聯盟 | 聯盟 | 聯盟 | 聯盟 | 聯盟     | 聯盟 | 聯盟     | 排名     | 排名     | 季後賽 | 美國公開盃 | 中北美及加勒比海地區相關盃賽 / 其他              | 中北美及加勒比海地區相關盃賽 / 其他 | 觀眾平均人數 | 進球最多者              | 進球最多者 |
| 球季 | 級別 | 聯盟 | 場數 | 勝   | 負   | 和   | 進球 | 失球 | 淨勝球數 | 積分 | 平均積分 | 分區排名 | 聯盟排名 | 季後賽 | 美國公開盃 | 中北美及加勒比海地區相關盃賽 / 其他              | 中北美及加勒比海地區相關盃賽 / 其他 | 觀眾平均人數 | 球員                    | 進球數     |
| ---- | ---- | ---- | ---- | ---- | ---- | ---- | ---- | ---- | -------- | ---- | -------- | -------- | -------- | ------ | ---------- | ------------------------------------------------ | ----------------------------------- | ------------ | ----------------------- | ---------- |
| 2009 | 1    | MLS  | 30   | 12   | 7    | 11   | 38   | 29   | +9       | 47   | 1.57     | 3rd      | 4th      | 八強   | 冠軍       | 未參賽                                           | 未參賽                              | 30,943       | 弗雷迪·蒙特羅           | 13         |
| 2010 | 1    | MLS  | 30   | 14   | 10   | 6    | 39   | 35   | +4       | 48   | 1.60     | 4th      | 6th      | 八強   | 冠軍       | 中北美洲及加勒比海冠軍盃                         | 小組賽                              | 36,173       | 弗雷迪·蒙特羅           | 12         |
| 2011 | 1    | MLS  | 34   | 18   | 7    | 9    | 56   | 37   | +19      | 63   | 1.85     | 2nd      | 2nd      | 八強   | 冠軍       | 中北美洲及加勒比海冠軍盃                         | 八強                                | 38,496       | 弗雷迪·蒙特羅           | 18         |
| 2012 | 1    | MLS  | 34   | 15   | 8    | 11   | 51   | 33   | +18      | 56   | 1.65     | 3rd      | 7th      | 四強   | 亞軍       | 中北美洲及加勒比海冠軍盃                         | 四強                                | 43,144       | 艾迪·強森 弗雷迪·蒙特羅 | 17         |
| 2013 | 1    | MLS  | 34   | 15   | 12   | 7    | 42   | 42   | 0        | 52   | 1.53     | 4th      | 6th      | 八強   | 第三輪     | 未參賽                                           | 未參賽                              | 44,038       | 艾迪·強森               | 12         |
| 2014 | 1    | MLS  | 34   | 20   | 10   | 4    | 65   | 50   | +15      | 64   | 1.88     | 1st      | 1st      | 四強   | 冠軍       | 未參賽                                           | 未參賽                              | 43,734       | 奧巴費米·馬丁斯         | 19         |
| 2015 | 1    | MLS  | 34   | 15   | 13   | 6    | 44   | 36   | +8       | 51   | 1.50     | 4th      | 6th      | 八強   | 第四輪     | 中北美洲及加勒比海冠軍盃                         | 八強                                | 44,245       | 奧巴費米·馬丁斯         | 15         |
| 2016 | 1    | MLS  | 34   | 14   | 14   | 6    | 44   | 43   | +1       | 48   | 1.41     | 4th      | 7th      | 冠軍   | 八強       | 未參賽                                           | 未參賽                              | 42,636       | 乔丹·莫里斯             | 12         |
| 2017 | 1    | MLS  | 34   | 14   | 9    | 11   | 52   | 39   | +13      | 53   | 1.56     | 2nd      | 7th      | 亞軍   | 十六強     | 未參賽                                           | 未參賽                              | 43,666       | 奇連·丹普西             | 12         |
| 2018 | 1    | MLS  | 34   | 18   | 11   | 5    | 52   | 37   | +15      | 59   | 1.74     | 2nd      | 4th      | 八強   | 第四輪     | 中北美洲及加勒比海冠軍盃                         | 八強                                | 40,641       | 勞爾·魯伊迪亞斯         | 13         |
| 2019 | 1    | MLS  | 34   | 16   | 10   | 8    | 52   | 49   | +3       | 56   | 1.64     | 2nd      | 4th      | 冠軍   | 第四輪     | 未參賽                                           | 未參賽                              | 40,247       | 勞爾·魯伊迪亞斯         | 15         |
| 2020 | 1    | MLS  | 22   | 11   | 5    | 6    | 44   | 23   | +21      | 39   | 1.77     | 2nd      | 6th      | 亞軍   | 取消       | 中北美洲及加勒比海冠軍盃坎佩內斯盃MLS 回歸錦標賽 | 十六強取消十六強                    | 36,603       | 勞爾·魯伊迪亞斯         | 14         |
| 2021 | 1    | MLS  | 34   | 17   | 8    | 9    | 53   | 33   | +20      | 60   | 1.76     | 2nd      | 3rd      | 第一輪 | 取消       | 聯賽杯                                           | 亞軍                                | 22,150       | 勞爾·魯伊迪亞斯         | 19         |
| 2022 | 1    | MLS  |      |      |      |      |      |      |          |      |          |          |          |        | 三十二強   | 中北美洲及加勒比海冠軍盃                         | 冠軍                                |              |                         |            |
| 總計 | –    | –    | 422  | 199  | 124  | 99   | 632  | 486  | +146     | 696  | 1.65     | –        | –        | –      | –          | –                                                | –                                   | –            | 弗雷迪·蒙特羅           | 68         |

^ 1. 觀眾平均人數僅包括聯賽比賽的統計數據。

^ 2. 進球最多者包括在聯賽、季后賽、美國公開盃、MLS 回歸錦標賽、聯賽杯、中北美洲及加勒比海冠軍盃、國際足總俱樂部世界盃和其他的比賽中的所有進球。

^ 3. 2020年及2021年的美國公開盃及2020年的坎佩內斯盃受到COVID-19疫情影響而取消賽事。

## 著名球員

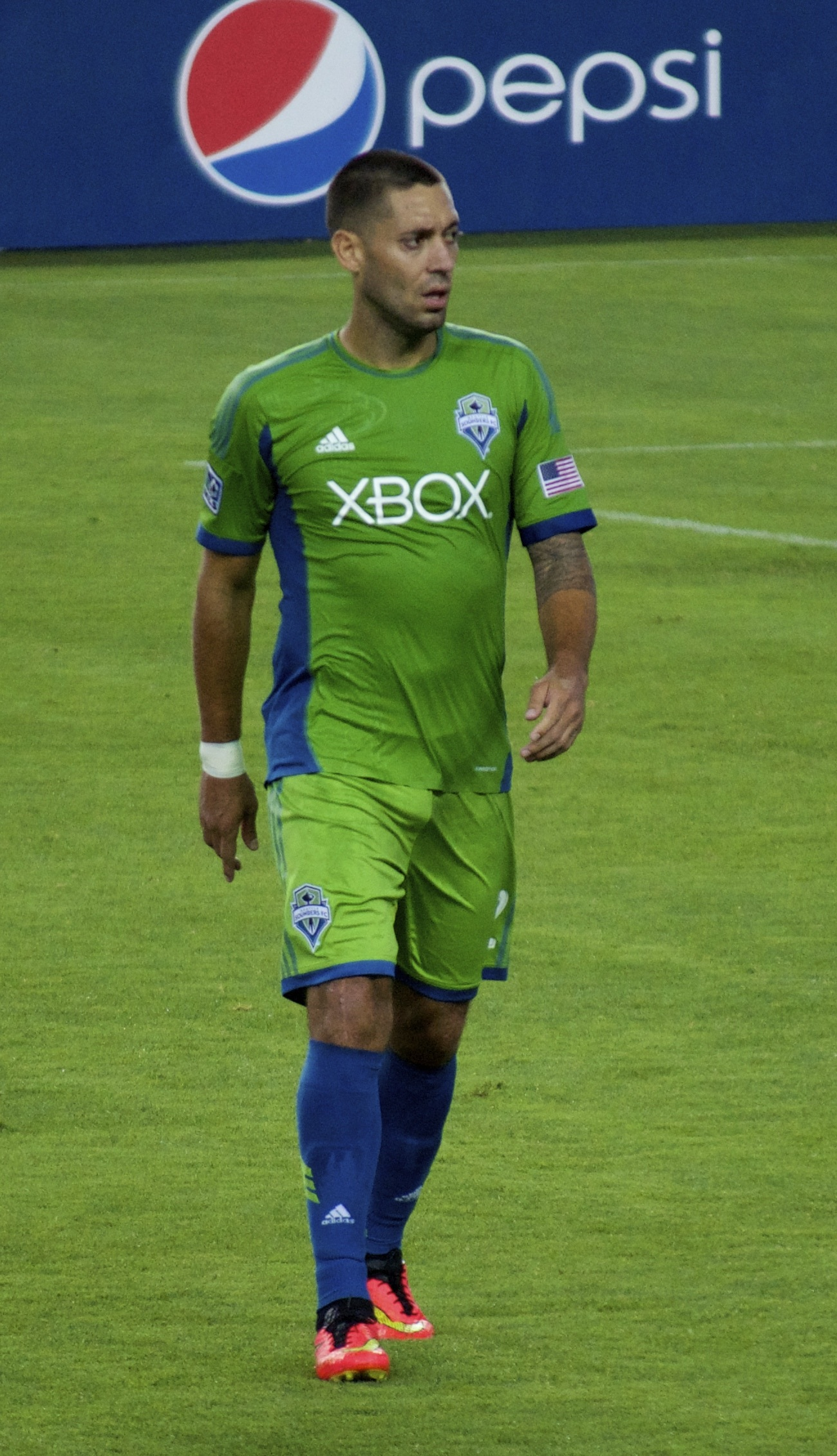
美國傳奇球星奇連·丹普西曾效力海灣人隊。

- 艾迪·強森（英语：Eddie Johnson (American soccer)）（2012年–2013年）
- 奇連·丹普西（2013年–2018年）
- 克里斯琴·罗尔丹（2015年–現今）
- 乔丹·莫里斯（2016年–現今）
- 威爾·布魯因（英语：Will Bruin）（2017年–現今）
- 弗雷迪·蒙特羅（2009年–2014年、2021年–現今）
- 尼古拉斯·洛代羅（2016年–現今）
- 勞爾·魯伊迪亞斯（英语：Raúl Ruidíaz）（2018年–現今）
- 哈维尔·阿雷亚加（2019年–現今）
- 奧巴費米·馬丁斯（2013年–2016年）
- 努胡·托羅（英语：Nouhou Tolo）（2017年–現今）
- 史特芬·弗雷（英语：Stefan Frei）（2014年–現今）
- 阿爾伯特·魯斯納克（2022年–現今）